# Liste deutschsprachiger Zeitungen in den Vereinigten Staaten

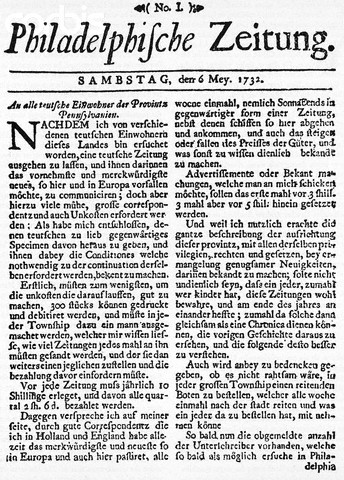
Philadelphische Zeitung, 1732, erste deutschsprachige Zeitung in Amerika

Diese Liste enthält Zeitungen in den Vereinigten Staaten,  die in deutscher Sprache erscheinen oder erschienen. Sie ist nicht vollständig.

## Geschichte

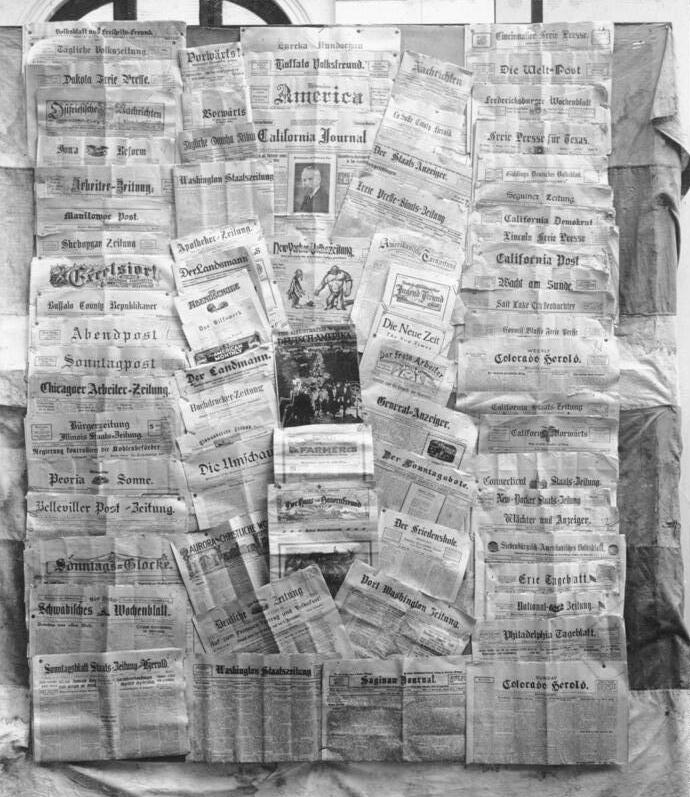
Deutschsprachige Zeitungen in den USA und Kanada, 1922

1732 erschien die Philadelphische Zeitung als erste deutschsprachige Zeitung in Nordamerika. In den nächsten Jahrzehnten wurden  vor allem in Pennsylvania weitere herausgegeben.
Seit dem frühen 19. Jahrhundert entstanden zahlreiche  deutschsprachige  Zeitungen und Zeitschriften in  vielen Städten der USA, oft in wöchentlichen Ausgaben.
Seit etwa 1870 kamen weniger Deutsche in die USA, viele  Enkel der ersten Einwanderergeneration sprachen  zudem  schon gut  englisch. 1900 wurden noch 613 deutschsprachige Zeitungen und Zeitschriften gezählt, das waren 3,4 Prozent  aller Titel. Zu den wichtigsten Tageszeitungen gehörten in dieser Zeit die New Yorker Staats-Zeitung, das Washington Journal und die Illinois Staats-Zeitung.
Ab 1915 stellten viele deutschsprachige Zeitungen auf Grund der antideutschen Stimmung im Land  während des Ersten Weltkriegs ihr Erscheinen ein. Seit 1919 setzten einige ihre Tätigkeiten fort, die Anzahl deutschsprachiger Publikationen in den USA nahm aber weiter ab. 1935 wurden  noch 174 deutsche Zeitungen und Zeitschriften dort gezählt.
Ab etwa 2000 entstanden einige Onlinezeitschriften. 2024 waren nur noch zwei deutschsprachige Wochenzeitungen in den USA feststellbar.

## Bestehende Zeitungen
Gegenwärtig gibt es nur noch  wenige deutschsprachige Zeitungen in den USA, einige erscheinen als Onlinezeitungen.
Printzeitungen
- Amerika Woche, Wochenzeitung
- New Yorker Staats-Zeitung, seit 1834, Wochenzeitung
- Hiwwe wie Driwwe, im pennsylvaniadeutschen Dialekt

Onlinezeitungen
- California Staatszeitung
- Neue Presse USA[5]

## Chronologisch

### 1732–1749
- Philadelphische Zeitung, 1732, zwei Ausgaben, eine von Benjamin Franklin, erste bekannte deutsche Zeitung in  Nordamerika
- Der Hoch-Deutsch Philadelphische Geschicht-Schreiber, 1739
- Pensylvanische Berichte Oder Sammlung Wichtiger Nachrichten Aus Dem Natur- Und Kirchen-Reich. [Germantaun], 1746–1766
- Pennsylvanische Fama, Oder, Ordentlicher Relation Derer Einlauffenden Neuigkeiten, 1748(?)–1751

### 1750–1799
- Der Wöchentliche  Philadelphische Staatsbote 1762–um 1790
- Geistliches Magazin, 1764
- Der Wöchentliche Pennsylvanische Staatsbote 1768–1775
- Heinrich Millers Pennsylvanisher Staatsbote, 1775–1779
- Pennsylvanische Staats-Courier, 1777–1778
- Das Pennsylvanische Zeitungs-Blat Oder Sammlung Sowohl Auswartig- Als Einheimischer Neuigkeiten, 1778
- Die Pennsylvanische Gazette Oder Der Allgemeine Americanische Zeitungs-Schreiber 1779

- Gemeinnützige Philadelphische Correspondenz, 1781–1790
- Die Germantauner Zeitung, Germantaun, 1785–1793
- Neue Unpartheyische Lancaster Zeitung Und Anzeigs-Nachrichten, 1787–1797
- Neue Unpartheyische Readinger Zeitung Und Anzeigs-Nachrichten, 1789–1800
- Der General-Postbothe An Die Deutsche Nation In Amerika, 1790
- Neue Philadelphische Correspondenz, 1790–1792
- Philadelphische Correspondenz, 1792–1800
- Neuer Unpartheyischer Eastoner Bothe, Und Northampton Kundschafter, 1793–1800
- Der Unpartheyische Reading[er] Adler, 1796/1797–1800
- Der Deutsche Porcupein Und Lancaster Anzeigs-Nachrichten 1798–1799
- Philadelphisches Magazin Oder Unterhaltender Gesellschafter für die Deutschen in America, 1798, nur eine Ausgabe, erste deutsche Literaturzeitschrift in den USA

### 1800–1849
- Amerikanischer Correspondent für das In- und Ausland (Philadelphia, 1825–1829)[6]
- Der Susquehanna Beobachter und Luzerne und Columbia Caunty Advertiser (Wilkesbarre, 1826–1830)
- Der Centre Berichter (Aaronsburg, 1827–1847)[7]
- Readinger Magazin für Freunde der deutschen Literatur, 1828, zweite deutschsprachige Literaturzeitschrift in den USA
- Der Anti-Freimaurer und Lecha Caunty Patriot (Allentown, 1829–1831)[8]
- Die Alte und Die neue Welt (Philadelphia, 1834-18??)[9]
- New Yorker Staats-Zeitung, seit 1834, bis 1981 wichtige  Tageszeitung
- Anzeiger des Westens (St. Louis, 1835–1912), wichtige deutschsprachige Tageszeitung im Mittleren Westen
- Der Christliche Botschafter (New-Berlin, 1836–1946)[10]
- Die Christliche Zeitschrift (Gettysburg, 1838–1848)[11]

- Der Lecha Patriot und Northampton Demokrat (Allentown, 1839–1848)
- Der Liberale Beobachter und Berks, Montgomery und Schuylkill Caunties Allgemeine Anzeiger (Reading, 1839–1864)
- Alt Berks, der Stern im Osten (Reading, 1840–1844)[12]
- Pennsylvanische Staats Zeitung (Harrisburg, 1843–1887)
- Deutsches Wochenblatt (Abbottstaun, 1848-18??)[13]
- Illinois Staats-Zeitung (Chicago, 1848–1921), wichtige deutschsprachige Tageszeitung

### 1850–1899
- Luzerne Union (Wilkes-Barre, 1853–1879)
- Nordamerikanische Wochenpost (Warren, Michigan, 1854–2022)[14]
- Zuschauer am Erie (Erie, Pennsylvania, 1854–1881)
- Amerikanischer Republikaner (Pottsville, 1855–1909)[15]

- Sonntags-Blatt zum Michigan Journal (Detroit, 1856–1876)
- Westliche Post (St. Louis, 1857–1938)
- Der Lecha Caunty Patriot (Allentown, 1859–1872)
- Washingtoner Intelligenzblatt, 1859–1863[16]
- Michigan Volksblatt (Detroit, 1860–1915)
- Der Vaterlands-Wächter (Harrisburg, 18??–1876)
- Scranton Wochenblatt (Scranton, 1865–1918)
- Syracuse Union (Syracuse, New York, 1866–1941)
- Nachrichten aus Deutschland und der Schweiz (New York City, 1867–1890)
- Die Biene (Reading) (1867–1913)[17]
- Washington Journal, 1873/1888–2002, eine der wichtigsten deutschsprachigen Tageszeitungen in den USA[18]
- Deutscher Anzeiger (Schenectady, New York, 1874–1897)
- Westlicher Herold, Winnona, 1873–um 1929, dann America-Herold, –1939, 1935 91500 Auflage[19]
- Der Herold (Scranton, 187?-?)
- Deutsch-Amerikanischer Volks-Freund (Wilkes-Barre) (1880–1884)[20]

- German-American advocate (zweisprachig; Hays City, Kansas, 1882–1884)
- Fest-Zeitung (Scranton, 1884-18??)
- Nachrichten aus Schleswig-Holstein (Oak Park, Illinois, 1888–1940)
- Abendpost, Chicago, 1889–1950, 1935 52.000 Auflage[21]
- The Union reporter (zweisprachig; Pittsburgh, Pennsylvania, 1893–1958)

### 1900–1949
- The Catholic German-American – Der katholische Deutsch-Amerikaner (zweisprachig; New York City, 1910–1914)
- The Seattle German press and the Pacific German press (zweisprachig; Seattle, 191?–1915)
- The German American (zweisprachig; Krem, North Dakota, 1912–1916)
- The German American (zweisprachig; Havelock, North Dakota, 1915–1918)
- Seattle German press and Washington Staatszeitung (Seattle, 1915–1918)
- The German-American bulletin (Dayton, Ohio, 1933–1941)
- Aufbau – Nachrichtenblatt des German Jewish Club (New York City, 1934–2004, seit 2005 als Aufbau – Das jüdische Monatsmagazin in Zürich)
- Volksfront – The People’s front (Chicago, 1935–?)

## Alphabetisch
A
- Abendpost, Chicago, 1889–1950
- Alt Berks, der Stern im Osten (Reading, 1840–1844)
- Die Alte und Die neue Welt (Philadelphia, 1834–18??)
- Amerika-Herold, Winnona, um 1929–1939
- Amerikanischer Correspondent für das In- und Ausland (Philadelphia, 1825–1829)
- Amerikanischer Republikaner (Pottsville, 1855–1909)
- Der Anti-Freimaurer, und Lecha Caunty Patriot (Allentown, 1829–1831)
- Anzeiger des Westens (St. Louis, 1835–1912)
- Aufbau – Nachrichtenblatt des German Jewish Club (New York City, 1934–2004, seit 2005 als Aufbau – Das jüdische Monatsmagazin in Zürich)

C
- The Catholic German-American – Der katholische Deutsch-Amerikaner (zweisprachig; New York City, 1910–1914)
- Der Centre Berichter (Aaronsburg, 1827–1847)
- Der Christliche Botschafter (New-Berlin, 1836–1946)
- Die Christliche Zeitschrift (Gettysburg, 1838–1848)

D
- Demokratischer Wächter, Luzerne und Columbia County Anzeiger (Wilkes-Barre, 18??–1909)[22]
- Deutsch-Amerikanischer Volks-Freund (Wilkes-Barre, 1880–1884)
- Der Deutsche Porcupein, Und Lancaster Anzeigis-Nachrichten, 1798–1799
- Deutscher Anzeiger (Schenectady, New York, 1874–1897)
- Deutsches Wochenblatt (Abbottstaun, 1848–18??)

F
- Fest-Zeitung (Scranton, 1884–18??)

G
- Geistliches Magazin, 1764
- Gemeinnützige Philadelphische Correspondenz,  1781–1790
- Der General-Postbothe An Die Deutsche Nation In Amerika, 1790
- The German American (zweisprachig; Krem, North Dakota, 1912–1916)
- The German American (zweisprachig; Havelock, North Dakota, 1915–1918)
- The German-American bulletin (Dayton, Ohio, 1933–1941)
- German-American advocate (zweisprachig; Hays City, Kansas, 1882–1884)
- Die Germantauner Zeitung, Germantaun, 1785–1793

H
- Heinrich Millers Pennsylvanisher Staatsbote, 1775–1779
- Der Herold (Scranton, 187?–?)
- Der Hoch-Deutsch Pennsylvanische Geschicht-Schreiber, 1739

I
- Illinois Staats-Zeitung (Chicago, 1848–1921)

L
- Lancaster Journal, 1794–1800
- Der Lecha Caunty Patriot (Allentown, 1859–1872)
- Der Lecha Patriot und Northampton Demokrat (Allentown, 1839–1848)
- Der Liberale Beobachter und Berks, Montgomery und Schuylkill Caunties Allgemeine Anzeiger (Reading, 1839–1864)
- Luzerne Union (Wilkes-Barre, 1853–1879)

M
- Michigan Volksblatt (Detroit, 1860–1915)
- Nachrichten aus dem Nordwesten und freie Presse (Portland, Oregon, bis 1918)

N
- Nachrichten aus Deutschland und der Schweiz (New York City, 1867–1890)
- Nachrichten aus Schleswig-Holstein (Oak Park, Illinois, 1888–1940)
- Neue Philadelphische Correspondenz, 1790–1792
- Neue Unpartheyische Readinger Zeitung Und Anzeigs-Nachrichten, 1789–1800
- Neuer Unpartheyischer Eastoner Bothe, Und Northampton Kundschafter, Easton, 1793–1800
- Nordamerikanische Wochenpost (Warren, Michigan, 1854–2022)

P
- Pennsylvanische Fama Oder Ordentlicher Relation Derer Einlauffenden Neuigkeiten, 1748(?)-1751
- Die Pennsylvanische Gazette Oder Der Allgemeine Americanische Zeitungs-Schreiber, 1779
- Pennsylvanische Staats-Courier 1777–1778
- Pennsylvanische Staats Zeitung (Harrisburg, 1843–1887)
- Das Pennsylvanische Zeitungs-Blat, Oder, Sammlung Sowohl Auswartig- Als Einheimischer Neuigkeiten, 1778
- Pensylvanische Berichte, Oder Sammlung Wichtiger Nachrichten Aus Dem Natur- Und Kirchen-Reich, 1746–1766
- Philadelphische Correspondenz, 1792–1800
- Philadelphische Zeitung, 1732
- Philadelphisches Magazin oder Unterhaltender Begleiter für die Deutschen in Amerika, 1798

R
- Readinger Magazin für Freunde der deutschen Literatur, 1828

S
- The Seattle German press and the Pacific German press (zweisprachig; Seattle, 191?–1915)
- Seattle German press and Washington Staatszeitung (Seattle, 1915–1918)
- Scranton Wochenblatt (Scranton, 1865–1918)
- Sonntags-Blatt zum Michigan Journal (Detroit, 1856–1876)
- Der Susquehanna Beobachter, und Luzerne und Columbia Caunty Advertiser (Wilkesbarre, 1826–1830)
- Syracuse Union (Syracuse, New York, 1866–1941)

U
- The Union reporter (zweisprachig; Pittsburgh, Pennsylvania, 1893–1958)
- Der Unpartheyische Reading[er] Adler, 1796/1797–1800
- Utica deutsche Zeitung (Utica, New York)

V
- Der Vaterlands-Wächter (Harrisburg, 18??–1876)
- Volksfront – The People’s front (Chicago, 1935–?)

W
- Washington Journal, Washington, 1873/1888–2002
- Washingtoner Intelligenzblatt
- Westliche Post (St. Louis, 1857–1938)
- Westlicher Herold, Winnona,  1873–um 1929, dann zu Amerikanischer Herold
- Der Wöchentliche Pennsylvanische Staatsbote, 1768–1775
- Der Wöchentliche Philadelphische Staatsbote 1762 – um 1790

Z
- Zuschauer am Erie (Erie, Pennsylvania, 1854–1881)